# Carlos Mercenario
Carlos Mercenario (n. 23 mai 1967, Ciudad de México, Mexic) este un atlet mexican, medaliat olimpic. A participat la două ediții ale Jocurilor Olimpice (1988, 1992) în care a câștigat o medalie de argint în proba de 50 km marș.

## Palmares
| An   | Competiție                         | Locație                     | Loc | Eveniment     | Note    |
| ---- | ---------------------------------- | --------------------------- | --- | ------------- | ------- |
| 1984 | Campionatul Panamerican de Juniori | Nassau, Bahamas             | 1   | 10 000 m marș | 48:51,7 |
| 1986 | Campionatul Mondial de Juniori     | Atena, Grecia               | 1   | 10 000 m marș | 44:13,6 |
| 1987 | Jocurile Panamericane              | Indianapolis, Statele Unite | 1   | 20 km marș    | 1:24:50 |
| 1987 | Campionatul Mondial                | Roma, Italia                | –   | 20 km marș    | DS      |
| 1988 | Jocurile Olimpice                  | Seul, Coreea de Sud         | 7   | 20 km marș    | 1:20:53 |
| 1991 | Jocurile Panamericane              | Havana, Cuba                | 1   | 50 km marș    | 4:03:09 |
| 1991 | Campionatul Mondial                | Tokio, Japonia              | 12  | 20 km marș    | 1:21:37 |
| 1992 | Jocurile Olimpice                  | Barcelona, Spania           | 2   | 50 km marș    | 3:52:09 |
| 1993 | Campionatul Mondial                | Stuttgart, Germania         | 8   | 50 km marș    | 3:50:53 |
| 1995 | Jocurile Panamericane              | Mar del Plata, Argentina    | 1   | 50 km marș    | 3:47:55 |
| 1995 | Campionatul Mondial                | Göteborg, Suedia            | 12  | 50 km marș    | 3:55:24 |
| 1999 | Jocurile Panamericane              | Winnipeg, Canada            | 2   | 50 km marș    | 4:09:48 |
| 1999 | Campionatul Mondial                | Sevilla, Spania             | 23  | 50 km marș    | 4:09:40 |